# Ahajaure
Ahajaure är en sjö i Arjeplogs kommun i Lappland som ingår i Umeälvens huvudavrinningsområde. Sjön har en area på 1,33 kvadratkilometer och ligger 727,2 meter över havet. Ahajaure ligger i Tjålmejaure Natura 2000-område. Sjön avvattnas av vattendraget Tsåkaurjåkkå.  Vandringsleden Kungsleden passerar sjön.

## Delavrinningsområde
Ahajaure ingår i delavrinningsområde (734386-152847) som SMHI kallar för Utloppet av Ahajaure. Medelhöjden är 808 meter över havet och ytan är 23,96 kvadratkilometer. Räknas de 2 avrinningsområdena uppströms in blir den ackumulerade arean 30,48 kvadratkilometer. Tsåkaurjåkkå som avvattnar avrinningsområdet har biflödesordning 5, vilket innebär att vattnet flödar genom totalt 5 vattendrag innan det når havet efter 443 kilometer. Avrinningsområdet består mestadels av skog (20 %) och kalfjäll (72 %). Avrinningsområdet har 1,9 kvadratkilometer vattenytor vilket ger det en sjöprocent på 7,9 %.